# Letecká havárie v Jaroslavli v roce 2011
Letecká havárie letounu Jak-42 u ruské Jaroslavli se udála 7. září 2011. Letoun Jak–42, na jehož palubě se nacházel hokejový tým Lokomotivu Jaroslavl, se zřítil na své cestě do běloruského Minsku, kde měl druhý den odstartovat novou sezonu KHL.
Na palubě letadla byli i tři čeští hokejisté a reprezentanti Josef Vašíček, Jan Marek, Karel Rachůnek, slovenský hokejista a reprezentant Pavol Demitra a německý hokejista a reprezentant Robert Dietrich. Havárii nikdo z nich nepřežil.
Prezident Mezinárodní hokejové federace René Fasel v reakci na katastrofu prohlásil, že představuje „nejtemnější den v dějinách našeho sportu.“

## Letadlo

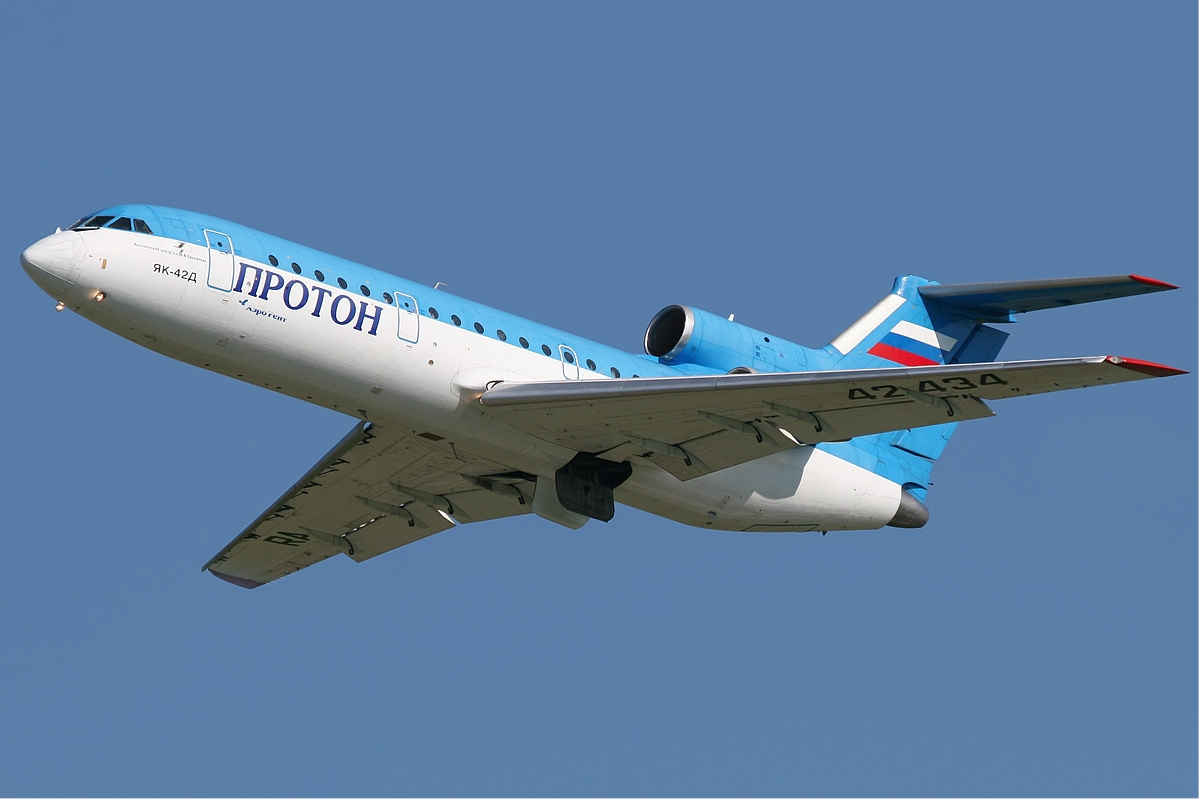
Jak-42D RA-42434 v roce 2006, kdy byl provozován společnosti Aero Rent

Zřícený stroj byl třímotorový proudový letoun Jakovlev Jak-42D s registračními znaky RA-42434 ve VIP salónní verzi pro 73 pasažérů a posádku. Podle webu Russianplanes.net mělo letadlo nalétáno do počátku roku 2011 teprve 6 310 hodin a provedlo 3 026 cyklů (startů a přistání). V době nehody měl nalétáno přibližně 6 500 hod, což byla asi polovina z aktuálně povolené doby 12 000 hod. Maximální projektovaná životnost typu Jak-42 je 40 000 hod, 18 000 cyklů a 35 let.
Stroj byl v provozu od roku 1993, nejdříve v barvách Orel Avia, později Bykovo Avia a Aero Rent. V době nehody byly provozovatelem letadla ruské aerolinie Yak Service. Společnost Yak Service založená roku 1993 provozovala celkem tři letadla, kromě havarovaného Jak-42 to byla také dvě menší letadla Jak-40. V roce 2009 měl Yak Service vzhledem k problémům s bezpečností provozu na čtyři měsíce zakázáno létat, v roce 2010 přišla o povolení létat do zemí EU s letadly Jak-40.
Již v průběhu vyšetřování definitivně odebraly státní orgány společnosti Yak Service licenci leteckého dopravce.

## Nehoda

### Průběh
Luxusně vybavené letadlo se 14 t paliva na palubě havarovalo 7. 9. 2011 za slunného dne těsně před čtvrtou hodinou odpoledne místního času (11:59 UTC) v těsné blízkosti letiště Tunošna. Třímotorovému letounu se nepodařilo uskutečnit vzlet na délce dráhy a následně po startu z travnatého předpolí ranveje nabrat výšku. Krátce se odlepil od země a po kolizi s anténním systémem LLZ se naklonil a dopadl zpět na zem z výšky několika metrů. Po dopadu, v rychlosti cca 250 km/h, se rozlomil a začal hořet. Část trosek spadla do blízké řeky Volhy (57°33′ s. š., 40°7′18″ v. d.).
Z osmi členů posádky a třiceti sedmi pasažérů přežily jen dvě osoby, z nichž jednou byl ruský útočník Alexandr Galimov, který utrpěl popáleniny na 90 % povrchu těla, a druhou pak pozemní mechanik Alexandr B. Sizov. Ohledně Galimova se postupně objevovaly zprávy, že zemřel, poté byly dementovány, ale nakonec 12. září 2011 Alexandr Galimov svým zraněním podlehl.

### Vyšetřování
K vyšetřování, které vedl standardně MAK, byli přizváni i specialisté ze zemí, z nichž pocházely oběti nehody. Za ČR se vyšetřování krátkodobě účastnil Ing. Josef Procházka z ÚZPLN.
Bezprostředně po nehodě byly odebrány k rozboru vzorky paliva, který letoun dotankoval. Byly v normě. Druhý den se podařilo potápěčům vyzvednout černé skříňky. Na základě předběžné analýzy dat vyšetřovatelé stanovili, že motory pracovaly až do nárazu do překážky a že vztlakové klapky byly ve správné poloze pro vzlet.

Ruská prokuratura vydala zprávu, že letadlo bylo po řádné údržbě, v rámci které byl vyměněn jeden motor. Předsedkyně MAK Taťjana Anodinová v rozhovoru uvedla, že letoun nebyl přetížen a podle dat z černých skříněk fungovaly až do okamžiku nehody všechny systémy letounu správně.
Přepis zapisovače zvuků v pilotní kabině, který byl zveřejněn v tisku, ukazuje, že motory byly záměrně nastaveny na redukovaný tah (tzv. nominální, tj. 77 % vzletového). Vzletový tah byl použit až ve chvíli, když pilot nedokázal navzdory dostatečné rychlosti letoun rotovat (zvednout příďovou podvozkovou nohu). Během vzletu řešila posádka také přenastavení horizontálního stabilizátoru (vodorovná ocasní plocha, fungující podobně jako výškové kormidlo).
Podle oficiálního vyjádření MAK zahájila posádka vzlet řádně, s redukovaným výkonem, se správně vyváženým i nastaveným letadlem, z místa dráhy 23, kde do ní ústí pojížděcí dráha 5 a měli před sebou délku ještě 2700 m (potřebná délka v daném případě byla cca 1 200 m). Do cca 165 km/h letadlo zrychlovalo normálně, pak se zrychlování zpomalilo. Posádka zahájila rotaci při chybně stanovené rychlosti 185 km/h (správně 210 km/h), letoun však na změnu výškovky nereagoval. Tou dobou se domnívali, že překročili již (chybně stanovenou) rychlost V1, do které je ještě možno bezpečně přerušit vzlet a zabrzdit. Krátce na to dal kapitán instrukci k plnému vzletovému tahu. Přes nastavený vzletový výkon akceleroval letoun jen zvolna, než dosáhl (dostatečné) nejvyšší rychlosti 230 km/h. Důvod nízké akcelerace a neschopnosti zvednout letadlo spatřují vyšetřovatelé v objevení se brzdné síly, jejíž původ předpokládají v nevědomém přibrzďování druhého pilota. Poté, co letoun přejel konec dráhy a pokračoval ještě asi 450 m po trávě, kde začali přestavovat horizontální stabilizátor, se posádce nakonec stroj podařilo zvednout, nicméně, kromě toho, že došlo ke kolizi s anténami a kontejnerem LLZ, narostl po odlepení prudce, během asi dvou sekund, úhel náběhu tak, že letadlo přešlo samovolně do pádu. Maximální dosažená výška byla asi 5 m. I toto je možno vysvětlit vymizením klopného momentu brzdícího hlavního podvozku po ztrátě kontaktu se zemí. Letoun v pravém náklonu narazil do země, došlo k destrukci křídla a vznícení paliva, po přetočení na záda k destrukci trupu, přičemž zahynula většina osob.
K ustanovení přesných okolností a příčin nehody se vyšetřovatelé rozhodli provést na základě dostupných údajů počítačové simulace a pokusné lety identického letounu. Experimenty se prováděly, od 10. října  2011 s letounem společnosti Yak Service na 5,4 km dlouhé dráze letiště Ramenskoje (55°33′16″ s. š., 38°9′ v. d.).
Zachráněný mechanik vypověděl, že si není vědom, že by letoun vykazoval nějaké závady před, ani během nehody a upřesnil hmotnosti osob a nákladu. Později pro média uvedl, že seděl nepřipoutaný v kabině pro cestující a poté, když se letoun dlouho nezvedal do vzduchu, zavládla mezi pasažéry nervozita. Sám prý měl předtuchu blížící se katastrofy. Mezi členy posádky měly existovat velmi přátelské vztahy.

### Závěrečná zpráva

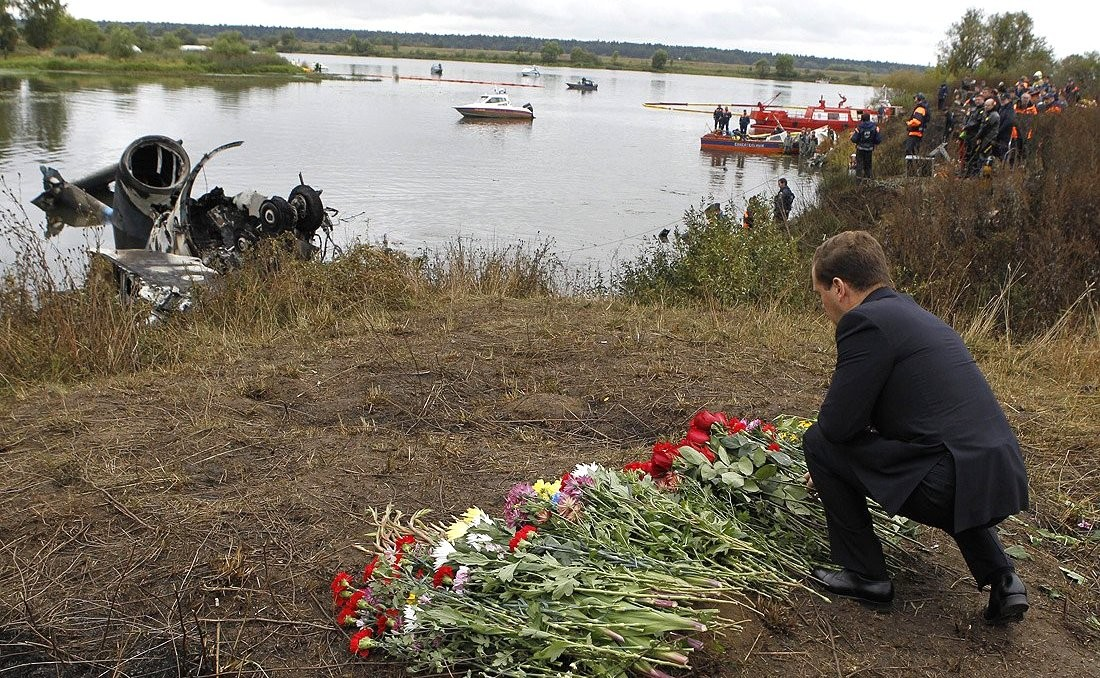
Ruský prezident Dmitrij Medveděv na místě nehody

Závěrečná zpráva, velmi podrobná a obsáhlá, byla zveřejněna 2. listopadu 2011. Na vlastním letounu, palivu, stavu letiště nebo povětrnostních podmínkách neshledali vyšetřovatelé žádné mimořádné okolnosti, které by mohly vést ke vzniku nehody.
Zpráva však uvádí významné nedostatky v práci vedení společnosti, kde na vedoucích funkcích nebyl nikdo odborně kvalifikovaný v oblasti letectví. Byly shledány závažné nedostatky ve vedení výcviku posádek. To mimo jiné způsobilo, že přechod obou pilotů z typu Jak-40 na Jak-42 neproběhl uspokojivým způsobem a posádky si na nový typ mohly přenést návyky z předchozího typu. To se týká zejména položení nohou při vzletu, kdy u Jak-40 bývají u pedálů zvláštní opěrky na paty a nohy proto zůstávají po dobu vzletu na pedálech. Jak-42 má pedály bez opěrek a nohy je třeba pokládat na podlahu.
Dalším aspektem absence odborného vedení bylo rutinní zanedbávání a porušování předepsaných letových postupů. U osudového letu například nebyla řádně spočítána vzletová hmotnost stroje ani jeho vyvážení, a z toho vyplynulo chybné stanovení mezní rychlosti pro přerušení vzletu i rotaci. Tato okolnost se pak mohla projevit na vzniku nehody, neboť kapitán se přitažením řídícího sloupku snažil letoun rotovat příliš brzy. Aby toho dosáhl, přitahoval patrně s druhým pilotem sloupek větší a větší silou, přičemž opřením se o pedály dobrzďoval jeden z nich stroj, což vyvolalo naklápění stroje na nos tak, že ani při dostatečné rychlosti už nebyli schopni odlepit přední podvozkovou nohu od země. Jiným důsledkem absence řádné předletové přípravy mohlo být, že nepřerušili vzlet, neboť se domnívali, že již překročili kritickou rychlost, přestože ve skutečnosti tomu tak nebylo. Chyb a zanedbání jmenují vyšetřovatelé více, kromě uvedených však na vznik nehody mohla mít vliv nesecvičenost posádky, projevující se v závěrečné fázi vzletu (krátkodobé stažení motorů na volnoběh při jízdě po trávě zřejmě mechanikem, zatímco piloti se zoufale snažili zvednout stroj přitahováním sloupku řízení silou až 700 N).
Závažným problémem se ukázal být zdravotní stav druhého pilota, v jehož tkáních byly objeveny zbytky pro piloty zakázaného fenobarbitalu, látky s tlumivými účinky na nervovou soustavu. Tento pilot se již od roku 2000 léčil na neurologii s poruchou zhoršujícího se přenosu nervových signálů periferního nervstva, neuropatií, projevující se postupující ztrátou citlivosti a zhoršenou koordinací pohybů dolních končetin. V takovém případě si nemusel být druhý pilot vědom skutečné polohy nohou a tlaku na brzdové pedály. Tato porucha je jednoznačně neslučitelná s výkonem povolání pilota.
Na závěr obsahuje zpráva několik stran doporučení, které by měly v budoucnu zabránit zjištěným chybám.

## Osoby na palubě

### Posádka
| Jméno                           | Země  | Pozice          | Poznámka |
| ------------------------------- | ----- | --------------- | -------- |
| Andrej Anatoljevič Solomencev   | Rusko | kapitán letadla | zemřel   |
| Igor Konstantinovič Ževelov     | Rusko | druhý pilot     | zemřel   |
| Sergej Valerjevič Žuravljov     | Rusko | mechanik        | zemřel   |
| Jelena Sarmatovová              | Rusko | letuška         | zemřela  |
| Naděžda Muzafarovna Maksumovová | Rusko | letuška         | zemřela  |
| Jelena Šavinová                 | Rusko | letuška         | zemřela  |
| Vladimir Maťuškin               | Rusko | letový inženýr  | zemřel   |
| Alexandr Borisovič Sizov        | Rusko | letový inženýr  | přežil   |

### Hokejový tým
| Hráč               | Věk    | Země           | Pozice          | Poznámka        |
| ------------------ | ------ | -------------- | --------------- | --------------- |
| Alexandr Vjuchin   | 38 let | Ukrajina       | brankář         | zemřel          |
| Stefan Liv         | 30 let | Švédsko        | brankář         | zemřel          |
| Pavel Trachanov    | 33 let | Rusko          | obránce         | zemřel          |
| Jurij Uryčev       | 20 let | Rusko          | obránce         | zemřel          |
| Michail Balandin   | 31 let | Rusko          | obránce         | zemřel          |
| Robert Dietrich    | 25 let | Německo        | obránce         | zemřel          |
| Karel Rachůnek     | 32 let | Česko          | obránce         | zemřel          |
| Ruslan Salej       | 36 let | Bělorusko      | obránce         | zemřel          |
| Maxim Šuvalov      | 18 let | Rusko          | obránce         | zemřel          |
| Marat Kalimulin    | 23 let | Rusko          | obránce         | zemřel          |
| Kārlis Skrastiņš   | 37 let | Lotyšsko       | obránce         | zemřel          |
| Sergej Ostapčuk    | 21 let | Bělorusko      | levé křídlo     | zemřel          |
| Ivan Tkačenko      | 31 let | Rusko          | levé křídlo     | zemřel          |
| Alexandr Vasjunov  | 23 let | Rusko          | levé křídlo     | zemřel          |
| Arťom Jarčuk       | 21 let | Rusko          | levé křídlo     | zemřel          |
| Vitalij Anikejenko | 24 let | Rusko          | střední útočník | zemřel          |
| Gennadij Čurilov   | 24 let | Rusko          | střední útočník | zemřel          |
| Pavol Demitra      | 36 let | Slovensko      | střední útočník | zemřel          |
| Nikita Kljukin     | 21 let | Rusko          | střední útočník | zemřel          |
| Jan Marek          | 31 let | Česko          | střední útočník | zemřel          |
| / Daniil Sobčenko  | 20 let | Rusko/Ukrajina | střední útočník | zemřel          |
| Josef Vašíček      | 30 let | Česko          | střední útočník | zemřel          |
| Alexandr Galimov   | 26 let | Rusko          | pravé křídlo    | zemřel 12. září |
| Alexandr Kaljanin  | 23 let | Rusko          | pravé křídlo    | zemřel          |
| Andrej Kirjuchin   | 24 let | Rusko          | pravé křídlo    | zemřel          |
| Pavel Snurnicyn    | 19 let | Rusko          | útočník         | zemřel          |

#### Realizační tým
| Jméno              | Věk    | Země      | Pozice            | Poznámka |
| ------------------ | ------ | --------- | ----------------- | -------- |
| Brad McCrimmon     | 52 let | Kanada    | hlavní trenér     | zemřel   |
| Igor Koroljov      | 41 let | Rusko     | trenér            | zemřel   |
| Alexandr Karpovcev | 41 let | Rusko     | trenér            | zemřel   |
| Nikolaj Krivonosov | 31 let | Bělorusko | kondiční trenér   | zemřel   |
| Jurij Bachvalov    |        | Rusko     | videooperátor     | zemřel   |
| Alexandr Beljajev  |        | Rusko     | kustod/masér      | zemřel   |
| Jevgenij Kunnov    |        | Rusko     | masér             | zemřel   |
| Vjačeslav Kuzněcov |        | Rusko     | masér             | zemřel   |
| Vladimir Piskunov  |        | Rusko     | administrátor     | zemřel   |
| Jevgenij Sidorov   |        | Rusko     | analytický trenér | zemřel   |
| Andrej Zimin       |        | Rusko     | lékař             | zemřel   |

## Sportovní důsledky
Lokomotiv Jaroslavl přišel o celý hokejový tým. Zvažovaly se možnosti, jak jej nahradit. Mezi uvažovanými variantami bylo složení nového týmu z hráčů z ostatních klubů KHL, mimořádný draft či tým poskládat z hráčů hrající za Jaroslavl v juniorské MHL. Lokomotiv se nakonec rozhodl nezúčastnit se probíhajícího ročníku 2011/12.
Česká hokejová reprezentace přišla při nehodě o tři stabilní členy širšího kádru. Všichni byli držiteli titulu mistra světa (Josef Vašíček 2005, Karel Rachůnek a Jan Marek 2010). Český hokejový svaz rozhodl o vyřazení čísel (Rachůnek 4, Marek 15, Vašíček 63) zemřelých hráčů z reprezentace. Také bylo rozhodnuto, že celou hokejovou sezonu 2011/12 bude reprezentační tým nosit na dresech nášivky s jejich čísly dresů a motivem srdce a hokejky.
Slovensko přišlo v osobě Pavola Demitry o svého kapitána, bronzového medailistu z MS 2003 a komplexního hráče. Na MS 2011 v Bratislavě se rozloučil s reprezentačním dresem; sezónu 2011/12 chtěl odehrát v KHL a od následujícího roku se pouze věnovat mládežnickému hokeji v Dukle Trenčín. Také jeho číslo 38 bylo vyřazeno ze slovenské reprezentace.
Na palubě se nacházel další držitel titulu mistra světa, švédský brankář Stefan Liv. Ten byl zároveň olympijským vítězem z roku 2006.
V době havárie probíhal zápas mezi týmy Salavat Julajev Ufa a Atlant Mytišči. Byl přerušen ve 14. minutě první třetiny, kdy dorazila zpráva o nehodě. Hráči se poté rozhodli v zápase nepokračovat. Program KHL byl přerušen a začátek soutěže byl posunut na 12. září 2011.
Začátek české Extraligy byl v důsledku pohřbu Jana Marka posunut z 16. na 18. září 2011.

## Tryzny a pohřby obětí

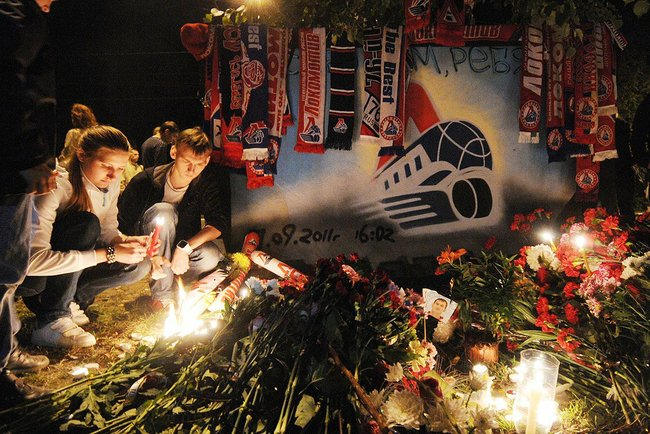
Lidé zapalují svíčky u jaroslavské hokejové arény k uctění památky, 7. září

Zápas, který se měl v Minsku odehrát druhý den po neštěstí, skončil symbolickým vítězstvím Jaroslavle. V hale byla při smuteční ceremonii hráči Dynama uctěna památka všech zesnulých, jejichž portréty byly umístěny na ledě. Domácí si vstřelili do své branky za každého zesnulého jeden gól a květiny k brance soupeře přivezl i běloruský prezident Lukašenko.

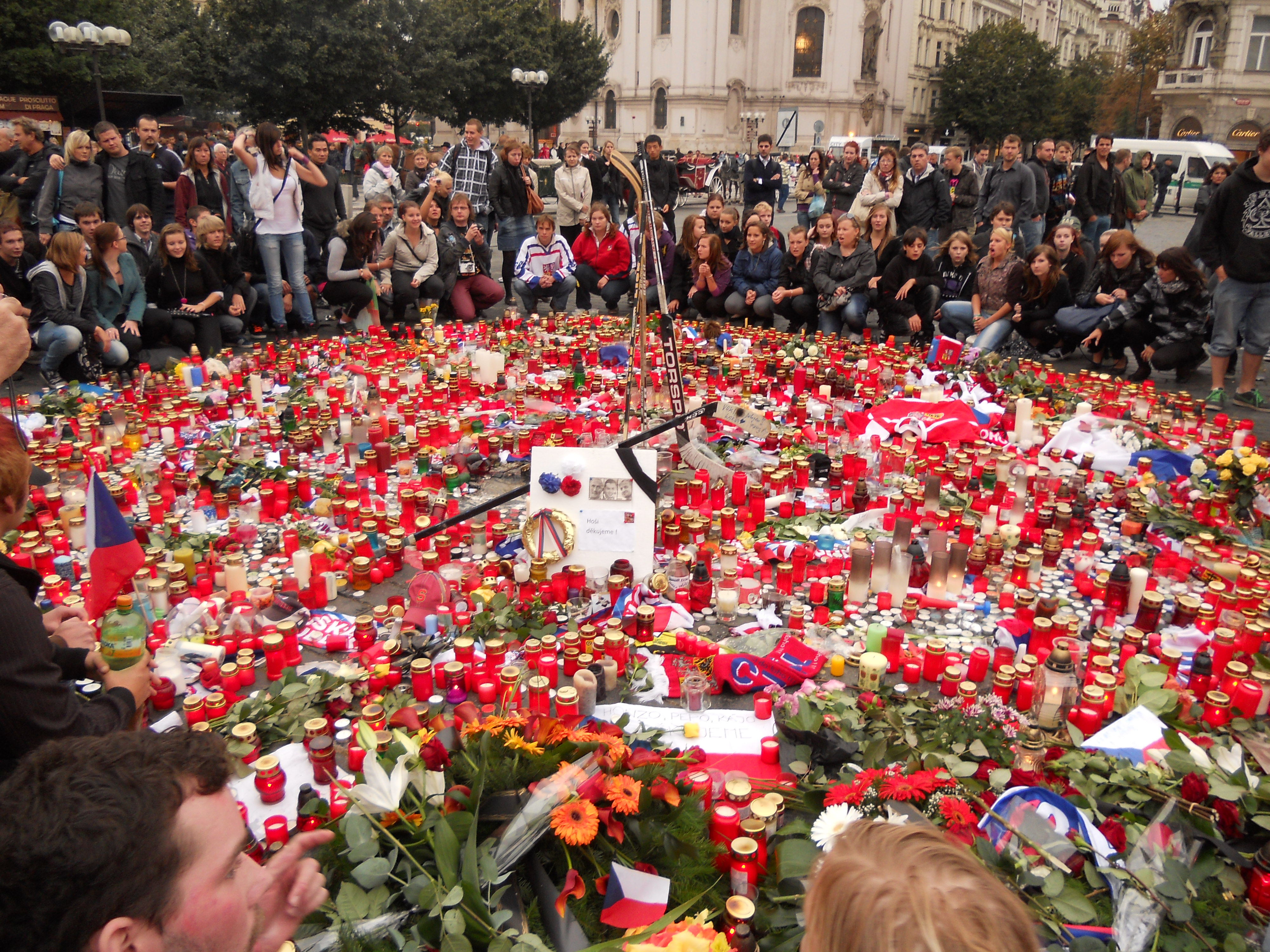
Tryzna za hokejisty na Staroměstském náměstí v Praze, ve středu 7. září

V Jaroslavli proběhl hlavní smuteční obřad v sobotu 10. září dopoledne v hokejové hale. Podobně jako v Minsku byly na ledě vystaveny fotografie jednotlivých obětí a u sedmi hráčů a sedmi členů realizačního týmu pochovaných v Jaroslavli byly před pohřbem vystaveny také jejich rakve. Obřadu se zúčastnilo na 100 tis. lidí, mezi nimi také ruský premiér Vladimir Putin, prezident Mezinárodní hokejové federace René Fasel, prezident Ruské hokejové federace Vladislav Treťjak a řada dalších významných osobností.

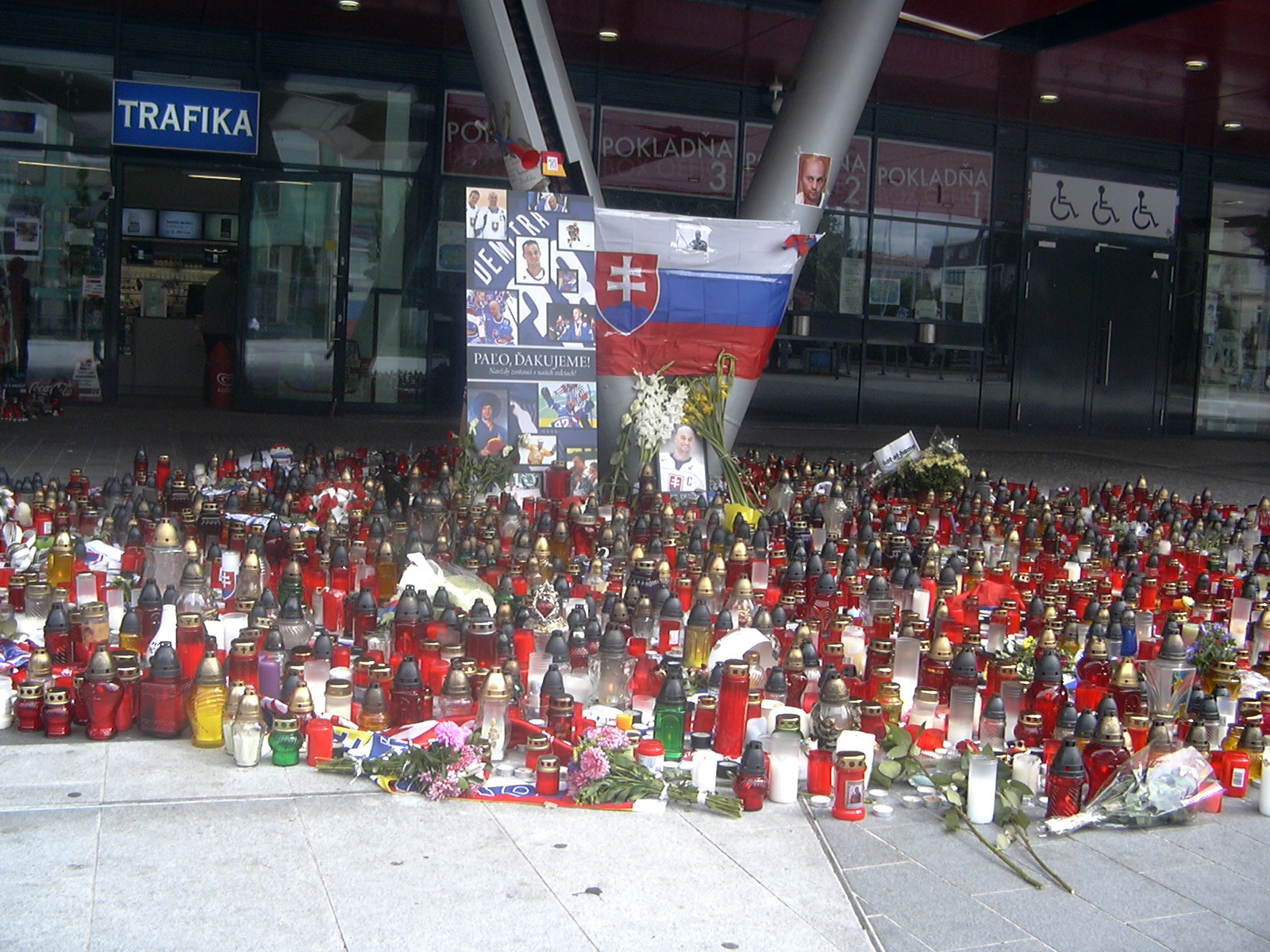
Pietní místo v Bratislavě, 9. září 2011

Těla tří českých reprezentantů byla přepravena v noci na sobotu leteckým speciálem české armády. Český svaz ledního hokeje naplánoval pietní shromáždění na pražské Staroměstské náměstí, kde již po oznámení nehody spontánně vzniklo pietní místo, na neděli 11. září v 15 hodin odpoledne. Původně bylo oznámeno, že zde budou vystaveny i rakve s ostatky hokejistů, to však veřejnost nepovažovala za vhodné, a od tohoto záměru bylo upuštěno. Moderátorem akce na Staroměstském náměstí byl Robert Záruba, k uctění památky byla držena minuta ticha a promítány byly památné momenty z kariéry těchto hráčů. Krátký proslov pronesl předseda ČSLH Tomáš Král a na závěr promluvil pražský arcibiskup Dominik Duka. Akce se zúčastnilo několik tisíc hokejových fanoušků, přišla také řada hokejistů (např. Jaromír Jágr, Patrik Eliáš, Dominik Hašek). Na pietní akci navazovala zádušní mše v Týnském chrámu, kterou sloužil Tomáš Holub. ČSLH navždy vyřadil z reprezentace čísla, která hráči oblékali (č. 4 Karla Rachůnka, č. 15 Jana Marka a č. 63 Josefa Vašíčka).

## Historické souvislosti
V historii letectví se nejedná o první případ, kdy při nehodě letadla zahynul celý nebo velká část sportovního týmu, nehoda v Jaroslavli je však co do počtu obětí z řad sportovců největší. V minulosti byly podobně postiženy československý hokejový tým (1948, 8 obětí), fotbalový klub AC Turín (1949, 31 obětí, z toho 18 hráčů), fotbalový klub Manchester United (1958, 23 obětí, z toho 7 hráčů), krasobruslařská reprezentace USA (1961, 72 obětí, z toho 18 sportovců), uruguayský ragbyový tým Old Christians (1972, 12 obětí při nehodě, dalších 17 nepřežilo dva měsíce v horách na sněhu) a fotbalová reprezentace Zambie (1993, 30 obětí, z toho 18 hráčů).